# 権春学
権 春学（クォン・チュンハク、朝鮮語: 권춘학）は、朝鮮民主主義人民共和国の政治家。黄海南道人民委員会委員長、開城市人民委員会副委員長、最高人民会議代議員などを歴任した。

## 経歴
出生地や生年月日などの経歴は不明。1999年1月に開城市人民委員会副委員長に任命された。同年6月に黄海南道人民委員会委員長に転じ、2002年8月に最高人民会議代議員に補選された。2003年3月に実施された最高人民会議第11期代議員選挙で再選された。
2005年6月8日には黄海南道代表団を率いて中華人民共和国・山東省を訪問し、農林水産分野などについて議論した。2006年6月に黄海南道人民委員会委員長を解任された。

## 評価
光州事件に民衆側として参加した市民が、同事件の真相解明を求める5・18真実糾明闘争に参加すると、保守派論客から「黄海南道人民委員長クォン・チュンハク」とレッテルを貼られ、法廷闘争となった。

## 参考サイト
- 북한정보포털

| 先代崔興柱 | 黄海南道人民委員会委員長1999年 - 2006年 | 次代呉応昌 |